# ون‌وو
ون‌وو (به انگلیسی: Wenvoe) یک منطقهٔ مسکونی در بریتانیا است که در ویل آو گلامورگن واقع شده‌است. ون‌وو ۱٬۸۵۴ نفر جمعیت دارد.